# Carlo Alberto I của Sardegna
Carlo Alberto I của Sardegna (tiếng Anh: Charles Albert; 2 tháng 10 năm 1798 - 28 tháng 7 năm 1849) là Vua của Sardinia từ ngày 27 tháng 4 năm 1831 cho đến khi tuyên bố thoái vị vào ngày 23 tháng 3 năm 1849. Tên của ông được gắn liền với hiến pháp Ý đầu tiên, Quy chế Albertino và Chiến tranh giành độc lập Ý lần thứ nhất (1848–1849).
Trong Kỷ nguyên Napoléon, ông cư trú tại Pháp, nơi ông nhận được một nền giáo dục khai phóng. Với tư cách là Thân vương xứ Carignano vào năm 1821, ông đã đồng ý và sau đó rút lại sự ủng hộ của mình cho một cuộc nổi dậy tìm cách buộc Victor Emmanuel I thiết lập một chế độ quân chủ lập hiến. Ông trở thành một người bảo thủ và tham gia vào phong trào Trăm nghìn con trai của Saint Louis, nhầm giúp hoàng gia Tây Ban Nha khôi phục quyền lực của Vua Ferdinan VII.
Ông trở thành vua của Sardinia vào năm 1831 sau cái chết của người anh họ xa Carlo Felice mà không để lại người thừa kế. Với tư cách là vua, sau một thời kỳ bảo thủ ban đầu, trong đó ông ủng hộ các phong trào hợp pháp khác nhau của châu Âu, ông đã thông qua ý tưởng về một nước Ý liên bang, do Giáo hoàng lãnh đạo và giải phóng khỏi Vương tộc Habsburg vào năm 1848. Cùng năm đó, ông ban hành Quy chế Albertine, hiến pháp đầu tiên của Ý, vẫn có hiệu lực cho đến năm 1947.
Carlo Albert đã lãnh đạo lực lượng của mình chống lại quân đội Đế quốc Áo trong Chiến tranh giành độc lập Ý lần thứ nhất (1848–1849), nhưng bị Giáo hoàng Piô IX và Ferdinand II của Hai Sicilies bỏ rơi và bị đánh bại vào năm 1849 trong Trận Novara, sau đó ông thoái vị để ủng hộ con trai mình, Victor Emmanuel II. Carlo Albert chết trong quá trình lưu vong vài tháng sau đó tại thành phố Porto của Vương quốc Bồ Đào Nha.
Nỗ lực giải phóng miền Bắc Ý khỏi Áo thể hiện nỗ lực đầu tiên của Nhà Savoy nhằm thay đổi trạng thái cân bằng được thiết lập ở Bán đảo Ý sau Đại hội Viên. Những nỗ lực này đã được tiếp tục và thành công bởi con trai của ông là Victor Emmanuel II, người trở thành vị vua đầu tiên của một nước Ý thống nhất vào năm 1861.
Carlo Albert đã nhận được một số biệt danh, bao gồm "Hamlet người Ý" (do Giosuè Carducci đặt cho ông vì tính cách u ám, do dự và bí ẩn) và "Vua Hesitant" (Re Tentenna) vì ông do dự trong một thời gian dài giữa việc thiết lập chế độ quân chủ lập hiến và việc củng cố chế độ cai trị tuyệt đối.

## Cuộc sống đầu đời

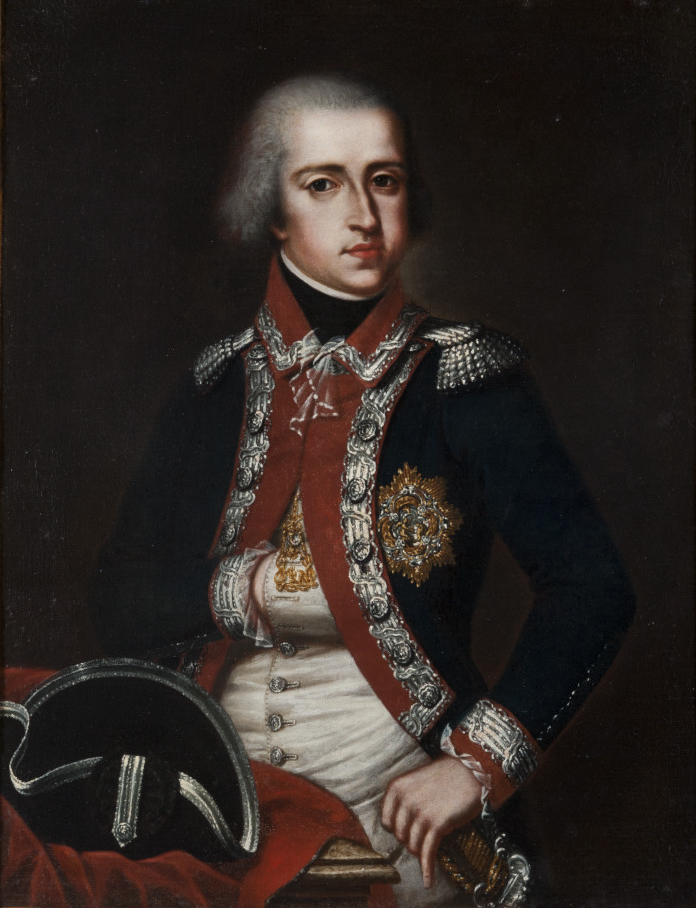
Carlo Emmanuel, Thân vương xứ Carignano, cha của Carlo Albert.

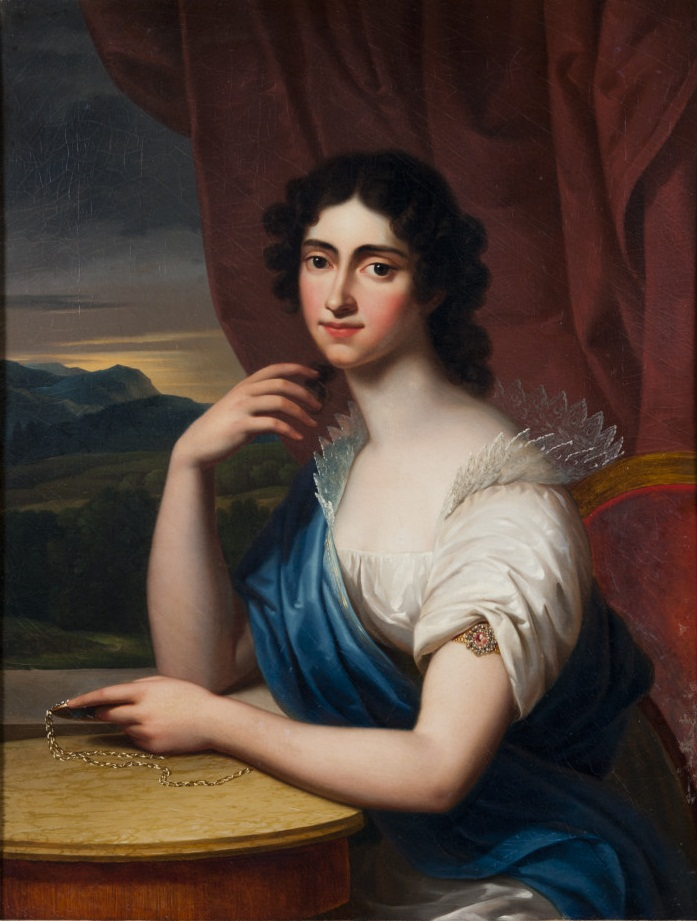
Maria Christina xứ Sachsen, mẹ của Carlo Albert.

Ông được sinh ra tại Palazzo Carignano ở Turin vào ngày 2 tháng 10 năm 1798, với cha là Carlo Emmanuel, Thân vương xứ Carignano và mẹ là Maria Cristina xứ Sachsen. Cha của ông là chắt (hậu duệ đời thứ 4) của Tommaso Francesco của Savoia, Thân vương xứ Carignano, con trai út hợp pháp của Carlo Emmanuel I, Công tước xứ Savoy và Catalina Micaela của Tây Ban Nha và là người sáng lập ra Dòng Carignano của Nhà Savoy. Vì ông không thuộc dòng dõi chính của Nhà Savoy nên cơ hội kế vị vương quốc Sardinia khi sinh ra là rất mong manh. Mặc dù nhà vua đang trị vì, Carlo Emmanuel IV, không có con, khi ông qua đời, ngai vàng sẽ được truyền cho em trai của ông là Victor Emmanuel và sau đó là con trai của Carlo Emmanuel sau này. Sau đó trong hàng kế vị có thêm hai anh em của Carlo Emmanuel IV: Maurizio Giuseppe và Carlo Felice. Nhưng vào năm 1799, hai trong số những người thừa kế này qua đời: cậu bé Carlo Emmanuel (mới 3 tuổi) và Maurizio Giuseppe (vì bệnh sốt rét ở Sardinia).

### Kỷ nguyên Napoleon
Cha của Carlo Albert, Carlo Emmanuel xứ Carignano, từng học ở Pháp và từng là sĩ quan trong quân đội Pháp. Đồng cảm với chủ nghĩa tự do, ông đến Turin vào năm 1796, sau cuộc xâm lược của Pháp năm 1796 và Vua Carlo Emmanuel IV phải lưu vong. Carlo Emmanuel xứ Carignano và vợ của ông đã tham gia chính quyền Pháp. Mặc dù vậy, cặp đôi đã được gửi đến Paris, nơi họ bị giám sát và buộc phải sống trong điều kiện tồi tệ trong một ngôi nhà ở ngoại ô. Đây là hoàn cảnh mà con cái của họ, Carlo Albert và chị gái Maria Elisabeth (sinh ngày 13 tháng 4 năm 1800), lớn lên.
Vào ngày 16 tháng 8 năm 1800, Carlo Emmanuel xứ Carignano đột ngột qua đời. Mẹ của Carlo Albert phải giao dịch với người Pháp, những người không có ý định công nhận các quyền, tước hiệu hay tài sản của bà. Tuy nhiên, bà từ chối gửi con trai của mình đến gia đình Savoy ở Sardinia để được giáo dục. Năm 1808, Maria Christina kết hôn lần thứ hai với Giuseppe Massimiliano Thibaut di Montléart, người có mối quan hệ không mấy tốt đẹp với Carlo Albert.
Khi 12 tuổi, Carlo Albert và mẹ cuối cùng đã được tiếp kiến với Hoàng đế Napoléon, người đã ban cho cậu bé tước hiệu Bá tước và một khoản tiền trợ cấp hàng năm. Vì không còn thích hợp để học ở nhà, Carlo Albert được gửi đến trường Collège Stanislas ở Paris vào năm 1812. Ông ở lại trường trong 2 năm, nhưng không đi học thường xuyên; thay vào đó, ông chỉ tham dự các kỳ thi, có vẻ như đã thành công. Trong khi đó, Albertina đã chuyển đến Geneva, nơi Carlo Albert ở cùng với mẹ từ tháng 3 năm 1812 đến tháng 12 năm 1813, và mẹ ông đã kết hôn với Mục sư Tin lành, Jean-Pierre Etienne Vaucher (1763–1841), một tín đồ của Jean-Jacques Rousseau.
Sau thất bại của Napoléon trong trận Leipzig vào tháng 10 năm 1813, gia đình rời Geneva, lo sợ sự xuất hiện của quân Áo và trở về Pháp. Đầu năm 1814, Carlo Albert đăng ký vào trường quân sự ở Bourges, với hy vọng trở thành sĩ quan trong quân đội Pháp. Ở tuổi 16 Napoléon đã phong cho ông làm trung úy Long kỵ binh vào năm 1814.

## Thời kỳ đầu ở Turin (1814–1821)

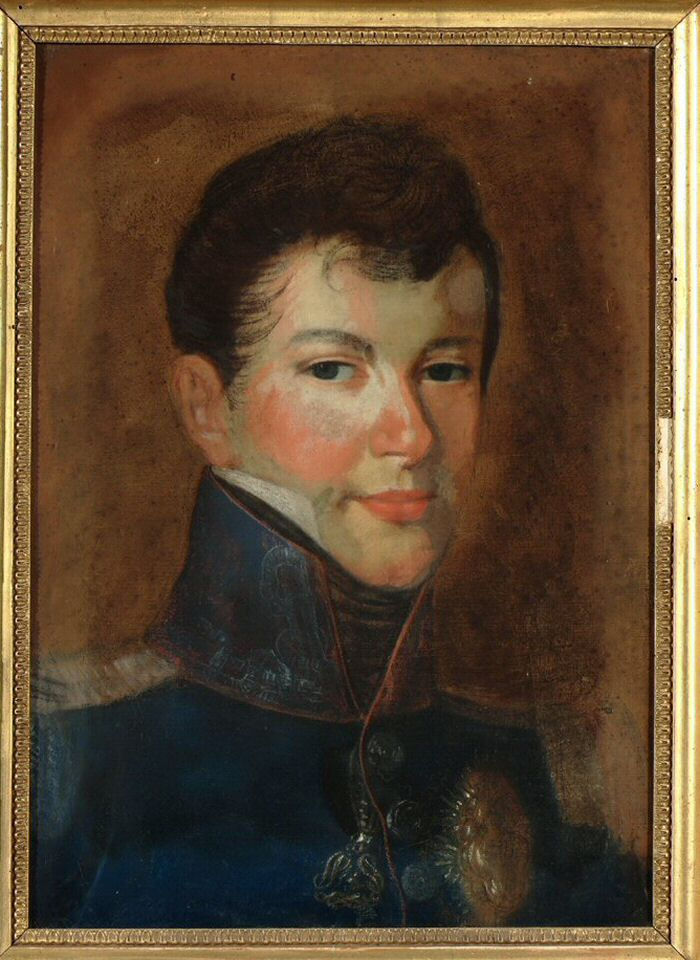
Chân dung thời trẻ của Carlo Albert.

Sau khi Napoléon bị đánh bại, vị vua mới Louis XVIII của Pháp đã tổ chức lễ khôi phục vương triều Bourbon ở Paris vào ngày 16 tháng 5 năm 1814. Trong số những người có mặt tại lễ hội có Nữ thân vương Maria Christina di Carignano và các con của bà là Carlo Albert và Elisabetta. Bất chấp quá khứ của họ, gia đình được đối xử tốt, mặc dù Carlo Albert phải từ bỏ tước hiệu Bá tước của Đế chế Pháp, và quân hàm mà Napoleon đã ban cho ông.
Việc tái lập hòa bình ở châu Âu có nghĩa là Carlo Albert có thể quay trở lại Turin, và ông đã được gia sư của mình, Bá tước Alessandro Di Saluzzo di Menusiglio và Albertina, khuyên nên làm như vậy. Ông rời Paris (cùng cha dượng) và đến Turin vào ngày 24 tháng 5. Tại đây, ông được đón tiếp một cách trìu mến bởi Vua Victor Emmanuel I của Sardinia (Charles IV đã thoái vị vào năm 1802) và vợ ông là Vương hậu Maria Theresa, khi sinh ra là một Nữ công tước của Habsburg. Tài sản và đất đai của ông đã được trả lại cho ông và ông được cấp cho Palazzo Carignano làm nơi cư trú. Với tình hình hiện tại của Hoàng gia (cả Victor Emmanuel và em trai Carlo Felice đều không có con trai) Carlo Albert giờ đây được cho là người thừa kế số một cho ngai vàng Sardinia.
Vì vậy, ông được chỉ định một người cố vấn để chống lại những ý tưởng tự do mà ông đã học được ở Pháp. Người đầu tiên trong số này là Bá tước Filippo Grimaldi del Poggetto, và sau khi ông ta thất bại, người tiếp theo đã được bổ nhiệm là Policarpo Cacherano d'Osasco. Mặc dù được trang bị tốt hơn cho nhiệm vụ, nhưng ông không thể ảnh hưởng đến suy nghĩ của Carlo Albert, người bắt đầu mắc chứng lo âu vào thời điểm này.

### Hôn nhân và cá tính

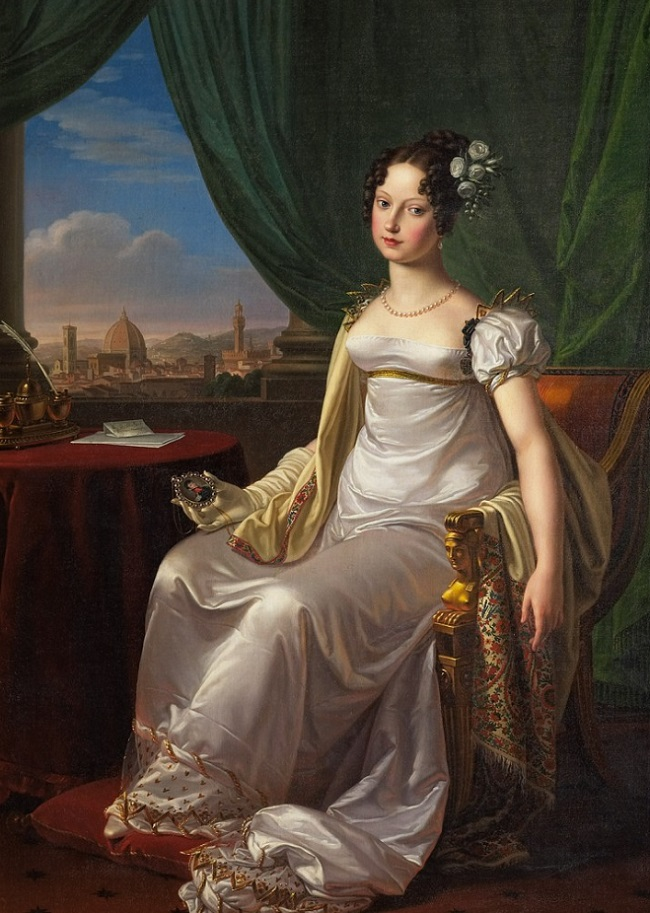
Maria Theresa của Áo, vợ của Carlo Albert.

Triều đình Sardinia nghĩ rằng hôn nhân sẽ giúp cho vị thân vương trẻ trạng thái cân bằng nội tâm. Cô dâu được chọn, được Carlo Albert chấp nhận, là con gái 16 tuổi của Ferdinando III di Toscana, Nữ đại công tước Maria Theresa, một người họ hàng của Vương hậu Maria Theresia. Carlo Albert đã đi đến Đại công quốc Toscana và sau đó đến Rome vào ngày 18 tháng 3 năm 1817 và, sau khi đính hôn 6 tháng, kết hôn với Maria Theresia vào ngày 30 tháng 9 tại Nhà thờ Florence.
Đám cưới được tổ chức sau vũ hội do đại sứ quán Sardinia ở Florence tổ chức. Sau đó, vào ngày 6 tháng 10, cặp đôi khởi hành đến Piedmont. Vào ngày 11 tháng 10, họ đến Castello del Valentino và từ đó họ chính thức tiến vào Turin.
Cô bé Maria Theresa rất nhút nhát và sùng đạo - khác hẳn với tính khí của Carlo Albert. Hai vợ chồng cư trú tại Palazzo Carignano, nơi Carlo Albert bắt đầu mời những trí thức trẻ mà ông chia sẻ những ý tưởng tự do. Những người bạn thân thiết nhất trong số những người bạn này là Santorre di Rossi de Pomarolo, Roberto d'Azeglio, Giacinto Collegno, Cesare Balbo, Guglielmo Moffa di Lisio Gribaldi và Carlo Emanuele Asinari di San Marzano.
Trong những năm này, Carlo Albert cũng bị khủng hoảng tôn giáo sâu sắc. Điều này dẫn đến một tình bạn với nhà ngoại giao Pháp Jean Louis de Douhet d'Auzers và một chuyến thăm của Thân vương đến Rome vào năm 1817 để thăm cựu quốc vương Carlo Emmanuel IV, đang cư ngụ trong một tu viện. Tuy nhiên, trong những năm sau cuộc hôn nhân của mình, Carlo Albert có quan hệ ngoài hôn nhân với một số phụ nữ, bao gồm cả Marie Caroline de Bourbon, góa phụ của Công tước xứ Berry.
Maria Theresia bị sẩy thai hai lần - lần thứ hai vào năm 1819 do tai nạn xe ngựa - nhưng sinh một con trai vào ngày 14 tháng 3 năm 1820, đó là Thái tử Victor Emmanuel, vị vua đầu tiên của nước Ý thống nhất.

### Tham gia cuộc cách mạng năm 1821

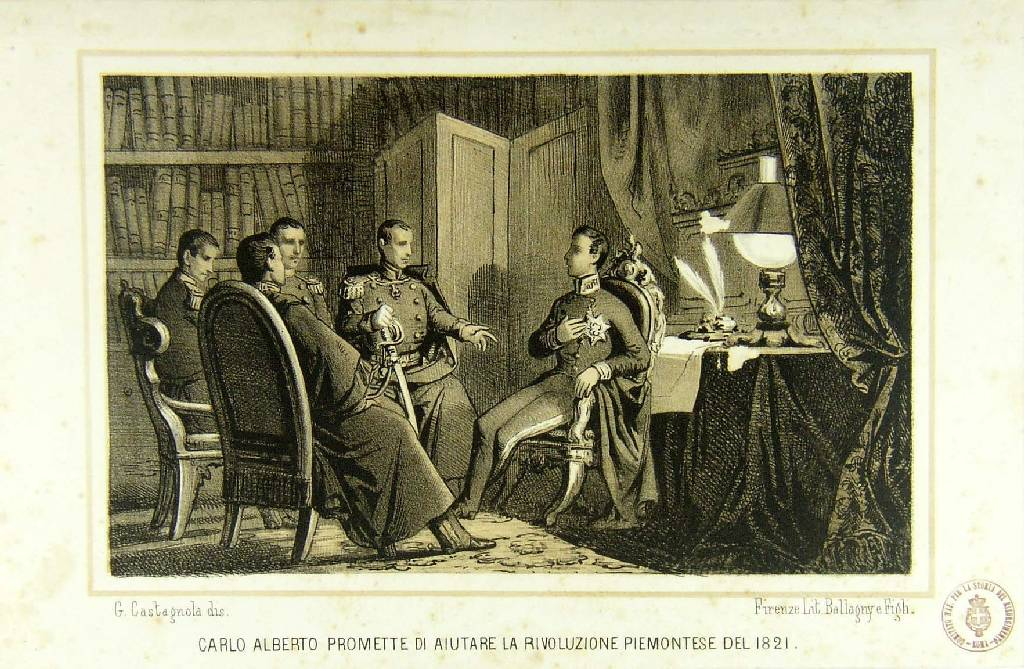
Carlos Albert đã hứa ủng hộ những kẻ âm mưu đứng sau cuộc cách mạng năm 1821, trong một bản in từ năm 1850 đến năm 1875.

Sau cuộc nổi dậy năm 1820 ở Cadiz, Vua Ferdinand VII của Tây Ban Nha buộc phải ban hành Hiến pháp Tây Ban Nha năm 1812. Nhiều người đã hy vọng sẽ xuất hiện những hiến pháp tương tự ở các quốc gia châu Âu khác. Các cuộc nổi dậy nổ ra ở Naples và Palermo. Vào ngày 6 tháng 3 năm 1821, Santorre di Rossi de Pomarolo, Giacinto Provana di Collegno, Carlo di San Marzano và Guglielmo Moffa di Lisio (tất cả các sĩ quan quân đội, quan chức hoặc con trai của các bộ trưởng) và Roberto d'Azeglio đã gặp Carlo Albert. Những người theo chủ nghĩa tự do trẻ tuổi đã sẵn sàng hành động và đã xác định hoàng tử là một kiểu nhà cai trị mới và cấp tiến của Nhà Savoy - một người sẵn sàng đoạn tuyệt với quá khứ chuyên chế.
Những kẻ âm mưu không muốn xóa bỏ Nhà Savoy, nhưng ngược lại, họ tuyên bố rằng họ hy vọng buộc nó phải thực hiện những cải cách sẽ khiến nó nhận được sự biết ơn của người dân. Trong nhiều tháng chuẩn bị, Carlos Albert đã đảm bảo với họ về sự ủng hộ của mình và vào ngày 6 tháng 3, ông xác nhận điều này, tuyên bố rằng ông ủng hộ hành động vũ trang. Họ phải gia tăng lực lượng, bao vây dinh thự của Vua Victor Emmanuel I tại Moncalieri và yêu cầu ông ban hành hiến pháp và tuyên chiến với Áo. Carlos Albert đóng vai trò trung gian giữa những kẻ chủ mưu và nhà vua.
Nhưng vào sáng ngày hôm sau, ngày 7 tháng 3, Carlos Albert đã suy nghĩ lại và thông báo cho những kẻ chủ mưu về việc này. Thật vậy, ông đã triệu tập Bộ trưởng Bộ Chiến tranh, Alessandro Di Saluzzo di Menusiglio và nói với ông rằng ông đã phát hiện ra một âm mưu cách mạng. Có một nỗ lực để ngăn chặn âm mưu, tuy nhiên, nó tiếp tục trở nên táo bạo hơn vào ngày hôm sau, với một chuyến thăm khác của di Rossi và di Marzano. Tuy nhiên, họ trở nên không chắc chắn và ra lệnh hủy bỏ cuộc nổi dậy, dự kiến sẽ diễn ra vào ngày 10 tháng 3. Cùng ngày đó, Carlos Albert thấy hối hận, chạy đến Moncalieri, nơi ông đã tiết lộ mọi thứ với Victor Emmanuel I và cầu xin một sự tha thứ. Tình hình đã đến một điểm mấu chốt. Ngay trong đêm, quân đồn trú của Alessandria, do một trong những kẻ chủ mưu (Guglielmo Ansaldi) chỉ huy, đã vùng lên và giành quyền kiểm soát thành phố. Tại thời điểm này, những người cách mạng quyết định hành động, bất chấp sự từ bỏ của hoàng tử.

### Chế độ nhiếp chính và Hiến pháp Tây Ban Nha

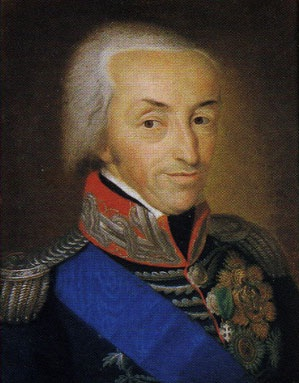
Victor Emmanuel I.

Vào ngày 11 tháng 3 năm 1821, Victor Emmanuel I đã triệu tập một cuộc họp của Hội đồng Vương quyền, trong đó Carlos Albert tham gia. Cùng với phần lớn những người có mặt, Carlos Albert đã tuyên bố sẵn sàng ban hành hiến pháp. Tuy nhiên, tin đồn lan rộng rằng sự can thiệp vũ trang nhằm khôi phục trật tự ở Ý bởi một lực lượng chung của Đế quốc Áo và Đế quốc Nga sắp xảy ra. Vì vậy, nhà vua quyết định chờ đợi, nhưng ngày hôm sau, thành Turin đã rơi vào tay quân nổi dậy. Sau đó Victor Emmanuel I yêu cầu Carlos Albert và Cesare Balbo thương lượng với Carbonari, nhưng sau đó Carbonari đã từ chối bất kỳ liên hệ nào với hai người. Tối hôm đó, khi cuộc nổi dậy vũ trang lan rộng, nhà vua thoái vị để ủng hộ em trai Carlo Felice. Tại Modena vào thời điểm đó, Carlos Albert được bổ nhiệm làm nhiếp chính.

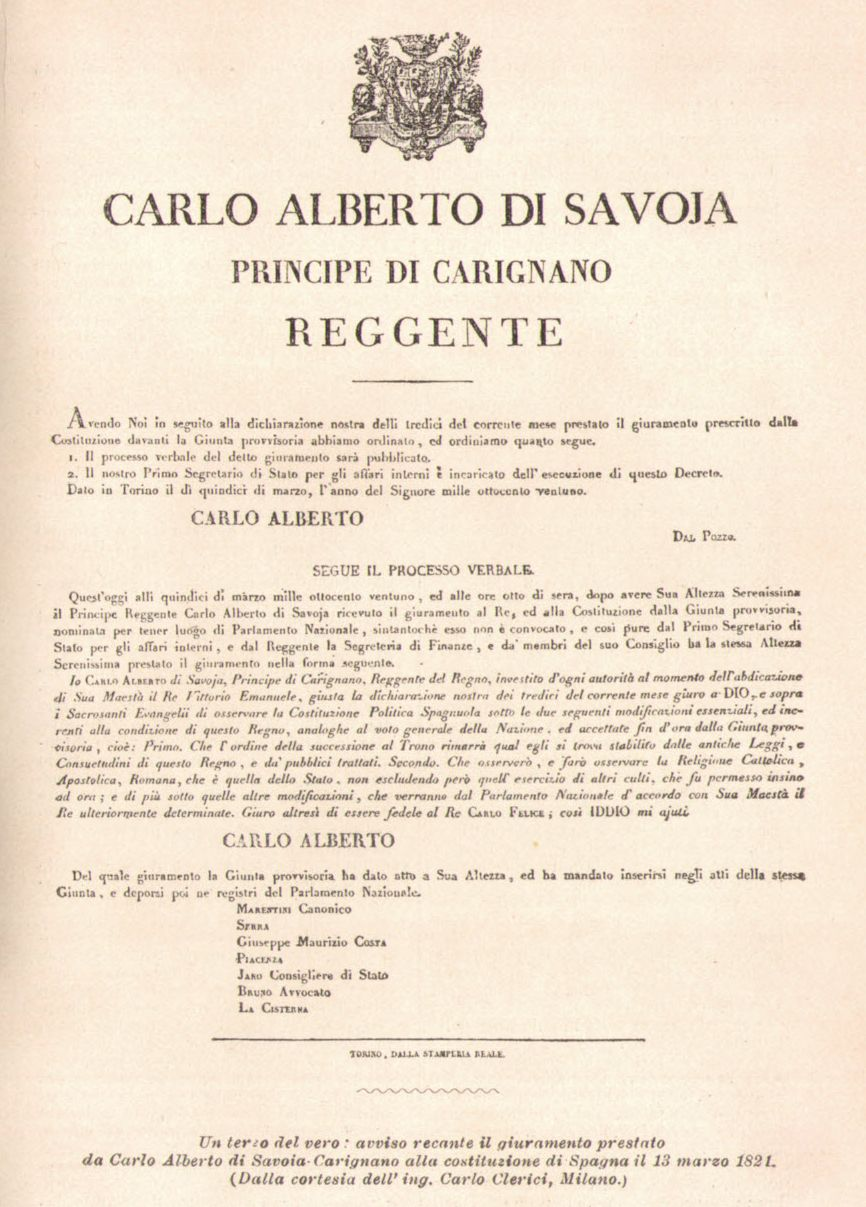
Sắc lệnh mà Carlo Albert công bố Hiến pháp Tây Ban Nha năm 1821.

Chỉ mới 23 tuổi, Carlos Albert nhận thấy mình có trách nhiệm giải quyết một cuộc khủng hoảng chính trị nghiêm trọng mà chính ông ta đã phải chịu trách nhiệm về việc kích động. Các bộ trưởng cũ đã bỏ rơi ông và ông buộc phải đề cử một chính phủ mới: luật sư Ferdinando dal Pozzo làm Bộ trưởng Nội vụ, tướng Emanuele Pes di Villamarina làm Bộ trưởng Bộ Chiến tranh, và Lodovico Sauli d'Igliano là Bộ Trưởng Bộ Ngoại Giao. Ông đã cố gắng thương lượng với quân nổi dậy, không có kết quả. Kinh hoàng, ông tuyên bố rằng không thể đưa ra bất kỳ quyết định nào nếu không có sự đồng ý của vị vua mới và do đó đã gửi cho Carlo Felice một bức thư kể về các sự kiện đã xảy ra và yêu cầu chỉ dẫn. Nhưng ông cũng sợ rằng mình sẽ trở thành đối tượng của sự tức giận của dân chúng nếu tiếp tục trì hoãn và vì vậy, vào ngày 13 tháng 3 năm 1821, Carlos Albert trong vài trò nhiếp chính đã công bố một tuyên bố thừa nhận Hiến pháp Tây Ban Nha, và đang chờ nhà vua phê duyệt.
Vào ngày 14 tháng 3, nhiếp chính quyết định thành lập một Junta có thể hoạt động như những người bảo vệ quốc hội. Người đứng đầu là Canon Pier Bernardo Marentini, một người theo đạo Jansenist, từng là Tổng đại diện của Tổng giáo phận Turin và đã được chọn làm Giám mục của Piacenza vào năm 1813 nhưng bị Giáo hoàng từ chối vai trò này. Carlos Albert đã thay thế bộ trưởng chiến tranh mà ông đã bổ nhiệm ngày hôm trước bằng Santorre di Rossi, thủ lĩnh của cuộc nổi dậy vũ trang. Vào ngày 15 tháng 3, trước sự chứng kiến của Junta, Carlos Albert tuyên thệ tuân theo Hiến pháp Tây Ban Nha, đã được sửa đổi với một số điều khoản theo yêu cầu của Vương hậu Maria Theresa, vợ của Victor Emmanuel I.
Trong khi đó, các đại diện của phe tự do ở Lombardy đã đến: Giorgio Pallavicino Trivulzio, Gaetano Castiglia, và Giuseppe Arconati Visconti. Họ yêu cầu Carlos Albert tuyên chiến với Áo để giải phóng Milan, nhưng hoàng tử từ chối. Thay vào đó, ông chấp nhận lời khuyên của Cesare Balbo, người đã báo cáo kỷ luật của các lực lượng vũ trang, ngăn chặn sự thái quá và thiết lập một cách vững chắc các đội quân trung thành với nhà vua. Tuy nhiên, bản thân Carlo Felice đã phản ứng rất dữ dội trước tin tức về việc thoái vị của anh trai mình, điều mà ông ta coi là một "hành động bạo lực đáng ghê tởm" và, từ Modena, anh ta đã gửi một mệnh lệnh cho Carlos Albert, yêu cầu ông đến Novara, và tuyên bố bất kỳ hành động nào được thực hiện dưới danh nghĩa của nhà vua sau khi anh trai ông thoái vị, bao gồm cả việc nhượng bộ Hiến pháp Tây Ban Nha, đều vô hiệu.

## Thời kỳ phản động (1821–1831)

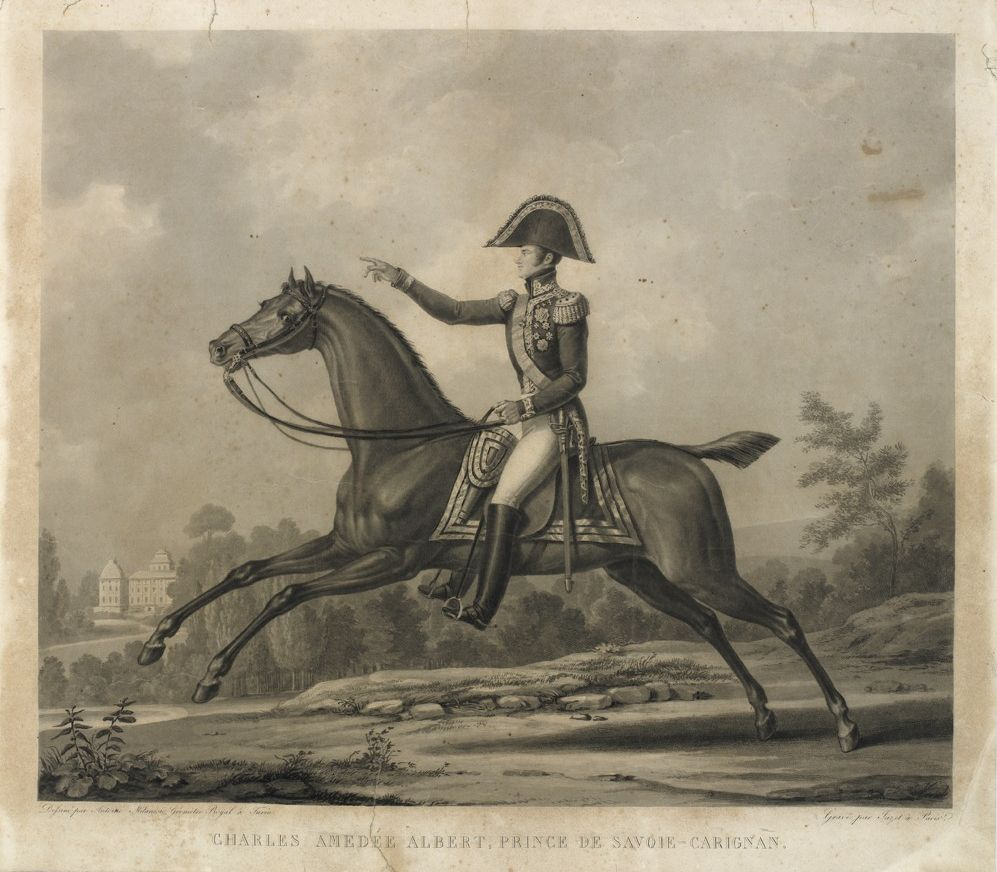
Thân vương Carlo Albert xứ Carignano được in thạch bản của Pháp nói về thời kỳ này.

Vào nửa đêm ngày 21 tháng 3 năm 1821, Carlo Albert bí mật khởi hành rời khỏi Palazzo Carignano. Sự rời đi của ông không bị những người cách mạng phát hiện cho đến ngày hôm sau. Từ Rondissone, vào ngày 23 tháng 3, ông đến San Germano, từ đó ông dự định đi đến Novara, nơi vẫn trung thành với nhà vua. Tại Novara, ông ở lại trong 6 ngày trước khi một công văn được gửi từ Carlo Felice vào ngày 29, yêu cầu ông khởi hành ngay lập tức đến Tuscany.

### Florence
Chiều ngày 2 tháng 4 năm 1821, Carlo Albert đến Florence. Vợ và con trai của ông, trước đó đã ở Pháp, đến Florence vào ngày 13. Cha vợ của thân vương là Đại công tước Ferdinand III đã cấp cho họ lâu đài Palazzo Pitti làm nơi cư trú. Vào tháng 5, Vua Carlo Felice, người đã tìm đến sự trợ giúp của Áo để khôi phục trật tự, đã gặp Victor Emmanuel I tại Lucca. Hai người đã thảo luận về hành vi của Carlo Albert trong một thời gian dài và mặc dù Vương hậu Maria Christina đã lên tiếng bảo vệ ông, họ quyết định rằng ông phải chịu trách nhiệm về âm mưu.
Kết quả của quyết định và hoàn cảnh này, Carlo Albert đã phải từ bỏ những ý tưởng tự do của mình - đặc biệt là khi Carlo Felice lên ý tưởng loại bỏ ông khỏi hàng kế vị và trao vương miện thẳng cho con trai của ông là Victor Emmanuel. Carlo Felice đã hỏi ý kiến của Thủ tướng Áo Klemens von Metternich về điều này, nhưng ông này đã phản đối ý tưởng của nhà vua.
Vào ngày 16 tháng 9 năm 1822, con trai đầu lòng của ông là Victor Emmanuel gần như không thoát khỏi một đám cháy trong chính cái cũi của mình, để lộ ra sự mong manh của dòng dõi kế vị Vương tộc Savoy, nhưng điều này đã chấm dứt khi đứa con trai thứ hai là Hoàng tử Ferdinand chào đời vào ngày 15 tháng 11. Ở Florence, Carlo Albert đã nuôi dưỡng nhiều sở thích văn hóa khác nhau. Ông trở thành một nhà sưu tập sách cũ, nhưng cũng quan tâm đến các tác giả đương thời, mua thơ của Alphonse de Lamartine và nhà bảo thủ Joseph de Maistre.

### Tây Ban Nha phục hoàng

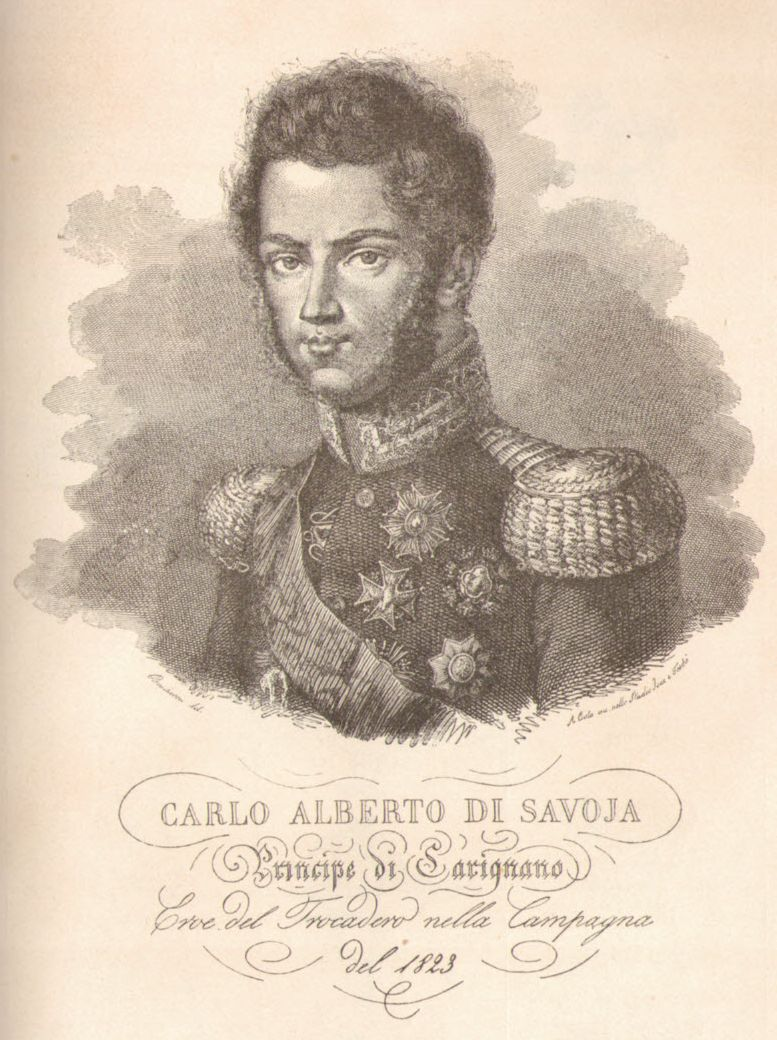
Carlo Albert trở thành một anh hùng của Trận chiến Trocadero.

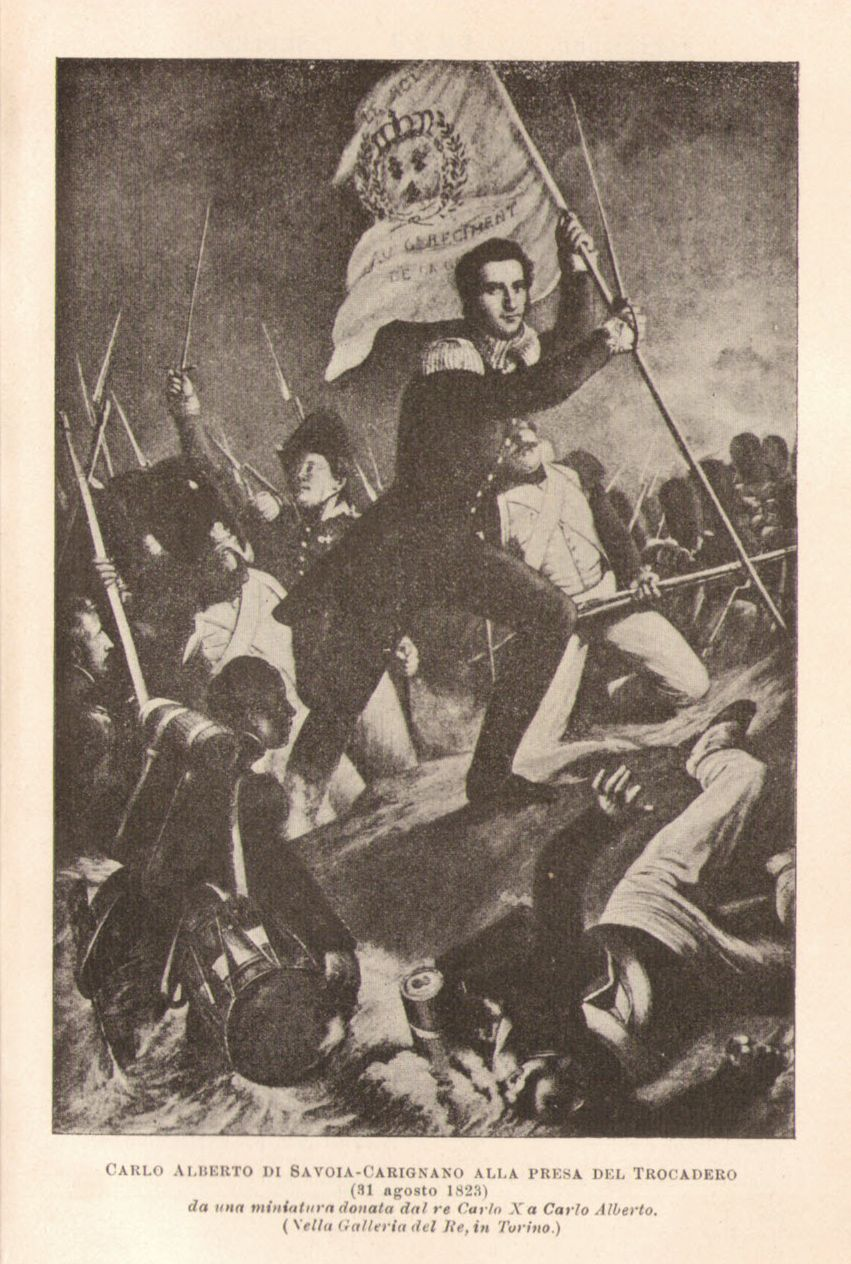
Carlo Albert trong cuộc tấn công Trocadero. Từ một bức tranh thu nhỏ do Vua Charles X của Pháp tặng.

Vào đầu năm 1823, Louis Antoine, Công tước xứ Angoulême nắm quyền chỉ huy lực lượng viễn chinh Pháp mà các cường quốc châu Âu đã giao phó nhiệm vụ đàn áp cuộc cách mạng tự do ở Tây Ban Nha và khôi phục ngai vàng cho vua Ferdinand VII, sau khi ông bị bắt bởi các nhà cách mạng Tây Ban Nha ở Cadiz. Carlo Albert muốn thể hiện sự sám hối của mình và do đó đã yêu cầu được tham gia vào đội ngũ. Ông viết cho vua Carlo Felice về chủ đề này lần đầu tiên vào ngày 20 tháng 2 năm 1823, nhưng chỉ được phép khởi hành vào ngày 26 tháng 4.
Vào ngày 2 tháng 5, Carlo Albert lên tàu khu trục của Sardinia là Commercio tại Livorno, đến Marseilles vào ngày 7 tháng 5. Ngày hôm sau, Carlo Albert lên đường đến Boceguillas vào ngày 18. Khi đến đó, ông được bổ nhiệm vào sư đoàn của Tướng Pháp Étienne de Bordesoulle. Vào ngày 24, ông ấy đến Madrid, nơi ông ở lại cho đến ngày 2 tháng 6, và sau đó lên đường về phía Nam. Tại một cuộc đụng độ với kẻ thù trong cuộc vượt sông Sierra Morena, ông đã thể hiện lòng dũng cảm và người Pháp đã trao cho ông Bắc Đẩu Bội tinh. Ông tiến đến Córdoba, Utrera, Jerez de los Caballeros và El Puerto de Santa María, nơi ông chờ lệnh tấn công pháo đài Cadiz, Trocadero, là nơi ẩn náu cuối cùng còn sót lại của chính phủ hợp hiến Tây Ban Nha.
Vào cuối tháng 8 năm 1823, với sự hỗ trợ của hạm đội Pháp từ đường biển, quân đội đã mở một cuộc tấn công vào Trocadero. Carlo Albert đã chiến đấu ở đầu đoàn quân băng qua kênh đào - điểm vào duy nhất của pháo đài. Ông lao xuống nước cầm cờ của trung đoàn 6 vệ binh, đắp kênh và nhảy vào chiến hào của địch. Ông ấy tìm cách ngăn chặn việc các tù nhân của đối phương bị giết, và lính Pháp đã đưa cho ông những khẩu súng ngắn của một sĩ quan bị giết trong cuộc tấn công, để có thể phân biệt ông với các binh lính thông thường.
Carlo Albert ở lại vị trí của mình cho đến khi màn đêm buông xuống và ngày hôm sau ông ấy là một trong những người đầu tiên đột nhập vào Trocadero. Vua Ferdinand VII và Hoàng hậu Maria Josepha, em họ của ông, được giải thoát và ôm lấy ông trong niềm vui sướng. Vào ngày 2 tháng 9, có một cuộc diễu hành quân sự lớn, sau đó Duc d'Angoulême đã trao cho ông Huân chương Thánh Louis.